# Archiac
Archiac é uma comuna francesa na região administrativa da Nova Aquitânia, no departamento de Charente-Maritime. Estende-se por uma área de 4,48 km². Em 2010 a comuna tinha 789 habitantes (densidade: 176,1 hab./km²).